# Épisodes de BrainDead
Cet article présente le guide des épisodes de la série télévisée américaine BrainDead.

## Généralités
- Aux États-Unis, la saison a été diffusée du 13 juin 2016 au 11 septembre 2016 sur le réseau CBS.
- Au Canada, elle a été diffusée en simultanée sur le réseau Global.

## Distribution

### Acteurs principaux
- Mary Elizabeth Winstead : Laurel Healy
- Danny Pino : Luke Healy, frère aîné de Laurel
- Aaron Tveit : Gareth Ritter
- Tony Shalhoub : sénateur Red Wheatus
- Nikki M. James (en) : Rochelle Daudier
- Johnny Ray Gill (en) : Gustav Triplett
- Jan Maxwell (en) : sénateur Ella Pollack
- Charlie Semine : Anthony Onofrio

### Acteurs récurrents
- Paige Patterson : Scarlett Pierce
- Zach Grenier : Dean Healy
- Lily Cowles : Germaine Healy
- Helen Carey : Liz Healy
- Megan Hilty : Misty Alise
- Beth Malone (en) : Claudia Monarch
- Brooke Adams : Senator Diane Vaynerchuk (épisodes 8 à 10, 12 et 13)

## Épisodes

### Épisode 1:La bête noire
- États-Unis /  Canada : 13 juin 2016 sur CBS[1] / Global[2]
- France : 5 mars 2017[3] sur Série Club[4]
- Québec : 4 avril 2017 sur Max[5]
- Belgique : 22 janvier 2019 sur Plug RTL[6]

- États-Unis : 4,59 millions de téléspectateurs[7] (première diffusion)
- Canada : 690 000 téléspectateurs[8] (première diffusion)

- Paige Patterson (Scarlett Pierce)
- Zach Grenier (Dean Healy)
- Lily Cowles (Germaine Healy)
- Helen Carey (Liz Healy)
- Megan Hilty (Misty Alise)
- Jack Dimich (Dr Lagunov)
- Beth Malone (Claudia Monarch)
- Ching Valdes-Aran (Claire)
- Michael Potts (Dr Daudier)
- Briane Keane (Frustrated Homeowner)
- John Quilty (Chocolate Dog Man)
- Don Guillory (Chuck)
- José Ramón Rosario (Captain Gary Young)
- Ed Moran (Senator Goldenberg)
- Howard W. Overshown (Paramedic Tom)
- Miguel Cervantes (Paramedic Josh)
- Chris McKinney (Museum Director)
- Will Cobbs (Smithsonian Guard)
- Dan Bittner (Hill Staffer Doug)
- Ray Demattis (Maitre D')
- Juan Carlos Infante (Capitol Guard)
- Holly Chou (Receptionist)
- Gerry Vichi (Ill Fitted Suit Man)
- Nilaja Sun (Breanna Burke)
- Dominic Fumusa (Randall Burke)
- Lewis Cleale (Senator Spitz)
- Joris Stuyck (Russian Reporter)

### Épisode 2:Les chaises musicales
- États-Unis /  Canada : 20 juin 2016 sur CBS / Global
- France : 5 mars 2017 sur Série Club
- Québec : 11 avril 2017 sur Max

- États-Unis : 3,46 millions de téléspectateurs[9] (première diffusion)

- Paige Patterson (Scarlett Pierce)
- Megan Hilty (Misty Alise)
- Beth Malone (Claudia Monarch)
- Nikiya Mathis (Stacie Zara)
- Brooke Bloom (Abby Summers)
- William Ragsdale (Hank)
- Ripley Sobo (Annie)
- Richard Poe (Senator Householter)
- Jeffrey C. Hawkins (Senator Michael Barneki)
- April Ortiz (Nurse Maddox)
- Erin Gann (Tommy Burgess)
- Bobby Moreno (Oscar Foster)
- Happy Anderson (Butch)
- Jeffrey Schecter (Tax Lobbyist)
- Chris McKinney (Museum Director)
- Christine Toy Johnson (Doctor Pop)
- Jason Bowen (Park Police Officer Stan Maynard)
- Tony Torn (Scientist Man)
- Stephen Kunken (Matthew Maizen)

### Épisode 3:Coups bas
- États-Unis /  Canada : 27 juin 2016 sur CBS / Global
- France : 5 mars 2017 sur Série Club
- Québec : 18 avril 2017 sur Max

- États-Unis : 3,29 millions de téléspectateurs[10] (première diffusion)

- Paige Patterson (Scarlett Pierce)
- Zach Grenier (Dean Healy)
- Nikiya Mathis (Stacie Zara)
- Beth Malone (Claudia Monarch)
- Megan Hilty (Misty Alise)
- Glenn Fleshler (en) (FBI Agent Aaron Blades)
- Nick Sullivan (Jonathan Broadbent)
- Chris Hoch (Live Director)
- Lily Cowles (Germaine Healy)
- Olivia Birkelund (Norah Moody)
- Megan Sikora (Staff Member Joanna)
- Michael Nathanson (en) (Kenneth the Lobbyist)
- Stephen Kunken (Matthew Maizen)

### Épisode 4:La bonne direction
- États-Unis /  Canada : 11 juillet 2016 sur CBS / Global
- France : 5 mars 2017 sur Série Club
- Québec : 25 avril 2017 sur Max

- États-Unis : 3,13 millions de téléspectateurs[11] (première diffusion)

- Paige Patterson (Scarlett Pierce)
- Brooke Bloom (Abby Summers)
- Beth Malone (Claudia Monarch)
- Megan Hilty (Misty Alise)
- Jack Dimich (Jules)
- Natalie Gold (Noah Feffer)
- Michael Esper (Douglas Tabak)
- John Procaccino (Dr Dexter Wu)
- Marcus Ho (Senator Andre Amarant)
- Wayne Duvall ("One Wayer" Tom)
- Bob Stillman (Crypt Keeper Jim)
- Yusef Bulos (Seargeant At Arm)
- Wallace Smith (Rod Pakula)
- Michael McCormick

### Épisode 5:De concert
- États-Unis /  Canada : 24 juillet 2016 sur CBS[12] / Global
- France : 12 mars 2017 sur Série Club
- Québec : 2 mai 2017 sur Max

- États-Unis : 2,29 millions de téléspectateurs[13] (première diffusion)

- Zach Grenier (Dean Healy)
- Margo Martindale (Dr Joanne Alaimo)
- Wayne Duvall (Senator Andre Amarant)
- Ito Aghayere (Veteran Sheila)
- Brandon J. Dirden (Brett Middleton)
- Steve Routman (FDA Commissioner Finn Babin)
- Jill Abramovitz (Other Republican Senator)
- Kelli Barrett (Polly Savident)

### Épisode 6:La musique des sphères
- États-Unis : 31 juillet 2016 sur CBS
- Canada : 1er août 2016 sur Global
- France : 12 mars 2017 sur Série Club
- Québec : 9 mai 2017 sur Max

- États-Unis : 2,88 millions de téléspectateurs[14] (première diffusion)

- Megan Hilty (Misty Alise)
- Wayne Duvall (Senator Andre Amarant)
- Marcus Ho (Dr Dexter Wu)
- Michael McCormick (Rod Pakula)
- Nikiya Mathis (Stacie Zara)
- Olivia Berkelund (Norah Moody)
- Gerry Vichi (Gary Brewster)
- Natalie Gold (Jules)
- Alana Arenas (Red's Receptionist)
- Tanya Perez (Operator)

### Épisode 7:L'art de l'euphémisme
- États-Unis /  Canada : 7 août 2016 sur CBS / Global
- France : 12 mars 2017 sur Série Club
- Québec : 16 mai 2017 sur Max

- États-Unis : 1,75 million de téléspectateurs[15] (première diffusion)

- Paige Patterson (Scarlett Pierce)
- Zach Grenier (Dean Healy)
- Megan Hilty (Misty Alise)
- Olivia Birkelund (Norah Moody)
- Alana Arenas (Red's Receptionist)
- Glenn Fleshler (en) (FBI Agent Aaron Blades)
- Kurt Fuller (J.K. Cornish)
- Jeremy Shamos (FBI Director Louis Marchant)
- David Furr (Dr Colin Mitchell)
- Rick Holmes (Dr Jesse Kretchner)
- Steven Hauck (Senator Chuck Hodges)
- Brandon Flynn (Mike the Intern)
- Walker Hare (Man)
- Paulo Quiros (Jogger)

### Épisode 8:Déclaration de guerre
- États-Unis /  Canada : 14 août 2016 sur CBS / Global
- France : 19 mars 2017 sur Série Club
- Québec : 23 mai 2017 sur Max

- États-Unis : 1,78 million de téléspectateurs[16] (première diffusion)

- Paige Patterson (Scarlett Pierce)
- Zach Grenier (Dean Healy)
- Helen Carey (Liz Healy)
- Beth Malone (Claudia Monarch)
- Megan Hilty (Misty Alise)
- Brooke Adams (Senator Diane Vaynerchuk)
- Santino Fontana (Kevin)
- Ahmed Kadhiyima (Omar Maskati)
- Rosa Evangelina Arrendondo (Terri Finkbeiner)
- Nasser Faris (Dr Ragheb Samira)
- Joe Holt (CIA Agent Sid Tellefsen)

### Épisode 9:SRB.54
- États-Unis /  Canada : 21 août 2016 sur CBS / Global
- France : 19 mars 2017 sur Série Club
- Québec : 30 mai 2017 sur Max

- États-Unis : 2,02 millions de téléspectateurs[17] (première diffusion)

- Paige Patterson (Scarlett Pierce)
- Beth Malone (Claudia Monarch)
- Megan Hilty (Misty Alise)
- Brooke Adams (Senator Diane Vaynerchuk)
- Linda Emond (Kara Wright)
- Michael Gaston (Lawrence Boch)
- Jacob Pitts (Don Pickle)
- Tracie Thoms (Ashley Cook)
- Nasser Faris (Dr Ragheb Samira)
- Megan Byrne (Emmylou Earl)
- Todd Buonopane (Isaac Poyer)
- Ben Edelman (Jed the Intern)
- Danielle Lee Greaves (Assistant Director)
- Joe Holt (CIA Agent Sid Tellefsen)
- Michael Moore (Michael Moore)

### Épisode 10:Propagande
- États-Unis /  Canada : 28 août 2016 sur CBS / Global
- France : 19 mars 2017 sur Série Club
- Québec : 6 juin 2017 sur Max

- États-Unis : 2,31 millions de téléspectateurs[18] (première diffusion)

- Paige Patterson (Scarlett Pierce)
- Zach Grenier (Dean Healy)
- Lily Cowles (Germaine Healy)
- Beth Malone (Claudia Monarch)
- Megan Hilty (Misty Alise)
- Brooke Adams (Senator Diane Vaynerchuk)
- Natalie Gold (Jules)
- Michael Esper (Noah Feffer)
- Michael Zegen (Ben Valderrama)
- Gregg Edelman (Dr Matthew Falcon)
- Justine Lupe (Margie)
- Chasten Harmon (Jaime Oaks)

### Épisode 11:48 heures
- États-Unis /  Canada : 4 septembre 2016 sur CBS / Global
- France : 26 mars 2017 sur Série Club
- Québec : 13 juin 2017 sur Max

- États-Unis : 2,33 millions de téléspectateurs[19] (première diffusion)

- Paige Patterson (Scarlett Pierce)
- Lily Cowles (Germaine Healy)
- Wayne Duvall (Senator Andre Amarant)
- Marcus Ho (Dr Dexter Wu)
- Tim Guinee (Nicholas Pohl)
- Dakin Matthews (Bob Isenstadt)
- Spencer House (Gary the Intern)
- Tom Kemp (Sam Ritter)
- Mia Dillon (Nora Ritter)
- Patrick Breen (Cole Stockwell)
- Perry Davis (Perry Davis)
- Robert Manning Jr. (Dan Klein)

### Épisode 12:Le vote
- États-Unis /  Canada : 11 septembre 2016 sur CBS / Global
- France : 26 mars 2017 sur Série Club
- Québec : 20 juin 2017 sur Max

- États-Unis : 2,37 millions de téléspectateurs[20] (première diffusion)

- Zach Grenier (Dean Healy)
- Brooke Adams (Senator Diane Vaynerchuk)
- Jack Carpenter (Jake Nickerson)
- Dakin Matthews (Bob Isenstadt)
- Parker Pogue (Hal)
- Patrick Breen (Cole Stockwell)
- Ray Anthony Thomas (Foreman)
- Ryan Avalos (Staffer)
- Emma Kikue (Female Hill Staffer)

### Épisode 13:Le chant des insectes
- États-Unis /  Canada : 11 septembre 2016 sur CBS / Global
- France : 26 mars 2017 sur Série Club
- Québec : 27 juin 2017 sur Max

- États-Unis : 2,06 millions de téléspectateurs[20] (première diffusion)

- Paige Patterson (Scarlett Pierce)
- Zach Grenier (Dean Healy)
- Helen Carey (Liz Healy)
- Beth Malone (Claudia Monarch)
- Brooke Adams (Senator Diane Vaynerchuk)
- Mia Dillon (Nora Ritter)
- Dakin Matthews (Bob Isenstadt)
- Tom Kemp (Sam Ritter)
- Jonathan Coulton (Himself)
- Yaegel T. Welch (Ryan the Capitol Officer)
- Patrick Breen (Cole Stockwell)
- Peter Rini (Senator Chris Menzel)
- Slate Holmgren (Brian the Worker)
- Gabriella Pizzolo (Young Laurel)
- Sean Patrick Folster (Police Officer)
- Kenneth Tigar (Senator Rich Applegate)
- James Lloyd Reynolds (Senator Jeff Willard)
- Spencer House (Gary the Intern)